# گروو، آکسفوردشر
گروو (به انگلیسی: Grove) یک روستا و محله مدنی در بریتانیا است که در ویل آو وایت هرس واقع شده‌است. گروو ۷٬۱۷۸ نفر جمعیت دارد.